# Ferdinand Bonaventura II von Harrach
Ferdinand Bonaventura Anton von Harrach zu Rohrau und Thannhausen (né le 11 avril 1708, mort le 28 janvier 1778 à Vienne) est un homme d'État et diplomate autrichien.

## Biographie
Ferdinand Bonaventura Anton est le plus jeune fils d'Aloys Thomas Raimund von Harrach et sa deuxième épouse Anna Cäcilia von Thannhausen. Il devient vite conseiller. En octobre 1744, il est nommé commissaire impérial grâce au soutien de l'archevêque de Salzbourg Leopold Anton von Firmian. De 1745 à 1750, il est Landmarschall de Basse-Autriche. En octobre 1746, Marie-Thérèse le nomme comme ministre plénipotentiaire aux conférences de Bréda. En août 1747, le comte Harrach est nommé gouverneur du Milanais. Il revient à Vienne en 1750 ; l'une des raisons est probablement la mort de son frère aîné Friedrich August de Harrach-Rohrau l'année précédente.

## Famille
Un premier mariage en octobre 1733 avec Marie Elisabeth (1718-1737), une fille du vice-roi de Naples, Johann Wenzel von Gallas, ne donne pas d'enfant. En 1740, il épouse Maria Rosa von Harrach, la fille aînée de Friedrich August de Harrach-Rohrau ; de ce mariage naissent deux filles, Marie Eleonora, qui meurt en bas âge, et Maria Rosa Aloysia, qui épousera en 1777 Joseph Ernst Kinský von Wchinitz und Tettau.

## Source de la traduction
- (de) Cet article est partiellement ou en totalité issu de l’article de Wikipédia en allemand intitulé « Ferdinand Bonaventura II. von Harrach » (voir la liste des auteurs).